# Listwiaczek najmniejszy
Listwiaczek najmniejszy (Carphoborus minimus) – gatunek owada z rzędu chrząszczy.
Rójka
Przebiega w maju.
Wygląd
Larwa beznoga (jak u wszystkich kornikowatych), barwy białej, z jasno-brunatną głową. Poczwarka typu wolnego, barwy kremowej, kolebka poczwarkowa zagłębiona w bielu. Imago długości 1,2–1,7 mm. Kształt walcowaty, wydłużony. Ciało koloru ciemnobrunatnego, gęsto pokryte płowymi łuseczkami. Przedplecze szersze niż dłuższe, gęsto punktowane, o zarysie trapezu. Przedplecze tak szerokie jak pokrywy, przedzielone pośrodku gładką, wąską smugą. Pokrywy ponad dwa razy dłuższe od przedplecza, dość regularnie kropkowane. Dymorfizm płciowy widoczny na czole: samica ma płytkie, okrągłe wgłębienie, samiec ma w tym miejscu mały guzek.
Występowanie
W Polsce spotykany w borach sosnowych. W ostatnich latach obserwowany jest spadek liczebności.
Pokarm
Żeruje na sośnie pospolitej, kosodrzewinie, sośnie czarnej i jałowcu, na obumierających gałązkach.
Znaczenie
W leśnictwie ma niewielkie znaczenie gospodarcze.